# 구간 (신화)
가야의 수로왕 신화의 9명의 간(干)[왕, 족장]이라는 뜻인 구간은 다음과 같다.
- 아도간 : 부족장(1인칭)
- 여도간 : 부족장(2인칭)
- 피도간 : 부족장(3인칭)
- 유천간,신천간,오천간 : 천기를 살피고 하늘에 제사지내는 제사장 부족장
- 유수간 : 치수의 부족장
- 신귀간 : 퇴마의 부족장
- 오도간 : 칼솜씨가 탁월한 군장 부족장

## 같이 보기
- 지엔